# Barrera de Coulomb
En física nuclear, la barrera de Coulomb entre dos nuclis atòmics que interactuen resulta de la competència entre dues forces: la força de repulsió electroestàtica entre protons (segons la llei de Coulomb), que és de llarg abast (teòricament fins a l'infinit), i la força nuclear entre nucleons (neutrons i protons), que és fortament atractiva però a curt abast (de l'ordre d'un femtòmetre). Aquesta barrera determina les propietats dels processos de fusió i fissió dels nuclis atòmics.
Aquesta noció va prendre forma a la dècada de 1930, amb el treball de George Gamow sobre la radioactivitat alfa, després amb els descobriments experimentals de la fissió espontània i la fissió induïda dels nuclis atòmics.

## Interacció entre dos nuclis atòmics

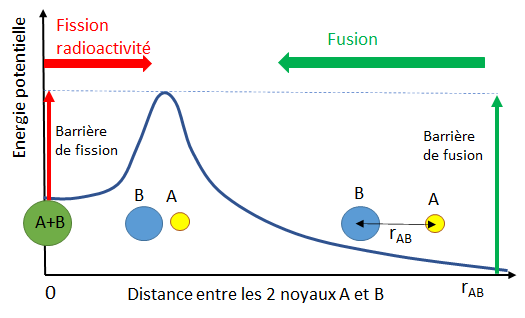
Il·lustració de la barrera de Coulomb entre dos nuclis en processos de fusió i fissió nuclears.

Quan dos nuclis atòmics s'apropen l'un a l'altre, la seva energia potencial d' interacció augmenta amb la repulsió coulombiana, després passa per un màxim quan la força nuclear atractiva comença a actuar. L'alçada del màxim i la seva posició determinen la barrera de Coulomb entre els dos nuclis. Aquesta barrera és asimètrica, per tant distingim:
- la barrera de fusió: quan dos nuclis s'apropen a fusionar-se, l'alçada de la barrera és la seva energia potencial màxima, mesurada des de la seva posició inicial (suposada a l'infinit) ;
- la barrera de fissió: quan un nucli es fissiona en dos nuclis fills, l'alçada de la barrera es mesura en relació amb l'energia potencial del nucli inicial en el seu estat fonamental. Aquest procés s'aplica tant a la fissió de nuclis molt pesats com a la radioactivitat alfa, que correspon a una fissió en la qual un dels nuclis fills és un nucli He4.Seqüència de formes utilitzada per modelar la fusió de dos nuclis.

Seqüència de formes utilitzada per modelar la fusió de dos nuclis.

En una primera aproximació, la forma i la posició de les dues barreres són idèntiques; els càlculs més precisos tenen en compte les deformacions dels nuclis que poden ser diferents durant els processos de fissió o fusió, i els efectes de les capes quàntiques.

## Càlcul de les barreres de Coulomb
Una teoria que calcularia les barreres de Coulomb a partir de la interacció elemental nucleó -nucleó està fora de l'abast teòric i pràctic (vegeu Estructura nuclear). Els models més utilitzats són els models macroscòpics que permeten avaluar l'energia dels nuclis siguin quines siguin les seves deformacions, en particular el model de gota líquida nuclear. Els càlculs es realitzen amb hipòtesis simplificadores, que es validen empíricament per comparació amb dades experimentals: hipòtesi adiabàtica (l'energia és mínima a cada pas), paràmetres del model de gota líquida, elecció de paràmetres per a la seqüència de formes.